# Gastón de Moncada y Gralla
Gastón de Moncada y Gralla (Barcelona, 21 de marzo de 1554-Zaragoza, 24 de enero de 1626) fue un noble, diplomático y hombre de estado español, II marqués de Aytona, X conde de Ossona, comendador de Fresneda y Ráfales en la orden de Calatrava, embajador de Felipe III en la corte de Paulo V, gran senescal y maestre racional de Cataluña, virrey de Cerdeña y de Aragón y consejero de estado de Felipe IV.
Fue hijo primogénito de Francisco de Moncada y Cardona, virrey de Cataluña y de Valencia, y de Lucrecia Gralla.  De su matrimonio con Catalina de Moncada y Bou, baronesa de Callosa, tuvo varios hijos:
- Francisco, diplomático y gobernador de Flandes;
- Lucrecia, casada con Pedro Jiménez de Urréa, señor de Almonesir;
- Miguel;
- Pedro, obispo de Gerona; y
- Martina.

En el año 1992 El Pueblo de Blanes mandó hacer a Antoni Mujal i Obradors un Gigante con su nombre i su pareja Catalina de Montcada i Bou.
| Predecesor: Miguel de Moncada | Virrey de Cerdeña 1590 - 1595 | Sucesor: Antonio Coloma y Saa                 |
| Predecesor: Ascanio Colonna   | Virrey de Aragón 1604 - 1610  | Sucesor: Diego Carrillo de Mendoza y Pimentel |